# Портант, Жан
Жан Порта́нт (фр. Jean Portante; род. 19 декабря 1950, Дифферданж, Люксембург) — люксембургский поэт и писатель.
Родился в Люксембурге, в семье выходцев из Италии. Посещал лицей в Эш-сюр-Альзетт. Изучал французскую литературу в Нанси. По окончании университета преподавал французский в лицее.
В 1983 году вышел первый сборник его стихотворений, «Feu et boue». В том же году Портант переезжает в Париж. Затем долгое время живёт и работает за границей (Куба, Брюссель).
Жан Портант — редактор книжного приложения к ежедневной люксембургской газете «Tageblatt» и еженедельной газеты для иностранцев «Jeudi». Он также ведёт передачи на Radio 100,7 и руководит изданием поэтической серии «Граффити». В 2009 году основал журнал TRANSKRIT, посвящённый переводу современной литературы.
Портант работает в разных жанрах: он автор стихов, романов, пьес, либретто. Большое влияние на него оказала французская поэзия, от Бодлера до сюрреалистов. В его произведениях смешиваются история, автобиография и вымысел; его излюбленные темы — память и забвение, поиски идентичности, миграция и оседлость. Ещё одна сквозная тема в творчестве Портанта — его отношения с французским языком, на котором он пишет, но который ему не родной, и с другими языками, которые он осваивал на разных этапах жизни.
Помимо собственного творчества, Портант много переводит: с испанского, английского, немецкого, люксембургского, итальянского и других языков. В числе переведённых им авторов — Хуан Хельман, Гонсало Рохас, Стефано Бенни и другие.
Жан Портант — лауреат множества литературных премий, в числе которых премия Рютбёфа (1986), премия Серве (1994, 2016) и премия Малларме (2003). С 1996 по 2006 год был членом (и одним из основателей) Европейской академии поэзии. Во Франции является членом Академии Малларме и входит в жюри премии Аполлинера.